# Batalla de Grijó
La batalla de Grijó del 10 i 11 de maig de 1809 va ser una batalla que va acabar amb la victòria per a l'Exèrcit Anglo-Portuguès comandat per Sir Arthur Wellesley sobre l'exèrcit francès del mariscal Nicolas Jean de Dieu Soult durant la invasió de Portugal de 1809 a la guerra del francès.

## Antecedents

Campanyes franceses

Després de la desastrosa Convenció de Sintra, en la qual es va permetre la repatriació de les tropes franceses derrotades en la batalla de Vimeiro, els comandants de l'exèrcit britànic van ser cridats a la seva pàtria per enfrontar-se a una recerca i les tropes expedicionàries britàniques a Espanya i Portugal van ser deixades al comandament de John Moore. Amb l'arribada del propi Napoleó amb un exèrcit a Espanya, els francesos van entrar a Madrid el 4 de desembre, i Soult rep ordres de l'emperador de perseguir i derrotar l'exèrcit anglès del general Moore, que ha de reembarcar durant la batalla de La Corunya i les tropes franceses conquesten Galícia sense resistència.
El rearmament austríac que acabaria amb la guerra de la Cinquena Coalició provocà que Napoleó marxés de Valladolid el 17 de gener, arribant a París el 23 de gener i va ordenar al mariscal Soult que envaís Portugal des del nord però l'hivern va fer impracticable el Miño i per la resistència de les forces portugueses situades entre Cerveira i Valença i Soult va decidir fer una volta per la frontera muntanyosa de l'alt Minho i va travessar la frontera el 7 de març de 1809 per Trás-os-Montes amb 23.000 homes, d'ells 4.000 a cavall, i 50 peces d'artilleria, prenent Chaves el 12 de març. i escombrant les defenses de Braga el 20 de març i capturant Porto el 28 de març. Arthur Wellesley va arribar a Lisboa el 22 d'abril a bord del HMS Surveillante, i reforçat, es va dedicar a l'ofensiva.
Soult no va poder gaudir gaire del seu èxit perquè gairebé al mateix temps, la força portuguesa de Francisco da Silveira va capturar al setge de Chaves una guarnició de 1.800 homes i va tallar les comunicacions amb Espanya pel pont d'Amarante. Posicionats els francesos a Porto, no van prosseguir a Lisboa, per l'oposició que van trobar al país, i per desconèixer la ubicació del general Lapisse i del mariscal Victor, que des de Castella i Extremadura havien de correspondre amb els moviments de Galícia, però l'oposició espanyola els va fer romandre al Tajo.

## Batalla
La càrrega de la cavalleria anglesa sota un intens foc francès va fer fugir als 4.000 francesos, creuant el Douro i destruint el pont.

## Conseqüències
L'endemà, Wellesley va fer retirar Soult de Porto a la segona batalla de Porto obligant la retirada de Soult de Portugal fins al seu punt de partida, la ciutat d'Ourense. Wellesley va avançar cap a Espanya per unir-se als espanyols de general Cuesta, combatent a la batalla de Talavera contra sota el mariscal Claude Victor Perrin i el major general Horace Sébastiani, i Wellesley immediatament es va retirar a Portugal atès que Nicolas Jean de Dieu Soult pretenia tallar la seva retirada a Portugal.
Sabedor el mariscal Ney de les diferències entre la Junta d'Astúries i la Romana, va envair Astúries amb 6.000 homes des de Galícia fins a Oviedo, mentre des de Valladolid amb una força semblant travessava el port de Pajares el general François Étienne de Kellermann. Ney va entrar a Oviedo el 19 de Maig, Kellermann va quedar-se a Oviedo, i a Villaviciosa al general Jean Pierre François Bonet, que havia arribat des de Santander, i Ney va tornar a Galícia. El mes de juny, Soult decideix abandonar Galícia per Valdeorras en direcció a Zamora després de la seva derrota a la batalla de Ponte Sampaio.